# Herb obwodu nowosybirskiego

Herb obwodu nowosybirskiego.

Herb obwodu nowosybirskiego – jest oficjalnym symbolem obwodu nowosybirskiego, przyjętym 29 maja 2003 roku przez obwodową radę. 

## Opis i symbolika
Herb obwodu nowosybirskiego nawiązuje do miejskiego herbu Nowosybirska. Na srebrnym polu dwa  czarne sobole z czerwonymi językami, srebrnymi nosami, podgarlami i pazurami, ich uszy wewnątrz są również srebrne. Pomiędzy nimi błękitna kolumna. Prawymi pazurami podtrzymują złoty przedmiot. U dołu czarno-biało-czarny pas.
Sobole są tradycyjnym symbolem Syberii i już w czasach Imperium Rosyjskiego były umieszczane na herbach regionów syberyjskich. Biel symbolizuje bezkresne śniegi syberyjskie, a błękitna kolumna dzieląca pole herbowe na dwie części jest w istocie nawiązaniem do rzeki Ob. Natomiast znajdujący się u dołu czarno-biało-czarny pas jest odwołaniem do Kolei Transsyberyjskiej, przebiegającej przez terytorium obwodu, która w znaczącym stopniu przyczyniła się do rozwoju gospodarczego tych ziem. Złoty przedmiot trzymany przez sobole jest, według autorów projektu herbu, połączeniem bochenka chleba oraz solniczki. Symbol ten ma podkreślać znaczenie gospodarcze obwodu, a także gościnność jego mieszkańców. Nieprzypadkowo też przypomina on swym kształtem budynek Państwowego Teatru Opery i Baletu, który znajduje się w Nowosybirsku i jest jednym z symboli miasta.

## Historia
W 1990 r. rozpisano konkurs na herb obwodu nowosybirskiego. Do komisji konkursowej wpłynęło wiele projektów, jednak przez następne lata nie udało się wyłonić zwycięzcy. Dopiero 29 maja 2003 r. Rada Delegatów Obwodu Nowosybirskiego ustanowiła wreszcie oficjalny herb, a 5 czerwca jej decyzję zatwierdził gubernator obwodu. Jeszcze tego samego roku w czasie obchodów Dnia Rosji w Moskwie eksperci z dziedziny heraldyki uznali, że herb obwodu nowosybirskiego jest jednym z najlepiej zaprojektowanych w kraju. Herb został zarejestrowany pod numerem 1214 w Rejestrze Heraldycznym Federacji Rosyjskiej.